# Criophthona
Criophthona is een geslacht van vlinders uit de familie van de grasmotten (Crambidae), uit de onderfamilie van de Spilomelinae. De wetenschappelijke naam van dit geslacht is voor het eerst voorgesteld door Edward Meyrick in een publicatie uit 1884.

## Soorten
- C. anerasmia (Turner, 1913)
- C. aridalis Hampson, 1913
- C. baliocrossa (Turner, 1913)
- C. celidota (Turner, 1913)
- C. ecista (Turner, 1913)
- C. finitima Meyrick, 1884
- C. haliaphra Meyrick, 1884
- C. sabulosalis Hampson, 1910
- C. trileuca Lower, 1903